# Vladan Vićević
Vladan Vićević (in serbo Владан Вићевић?; Titovo Užice, 26 luglio 1967) è un ex calciatore jugoslavo naturalizzato salvadoregno, di ruolo difensore.